# Abd el-Krim

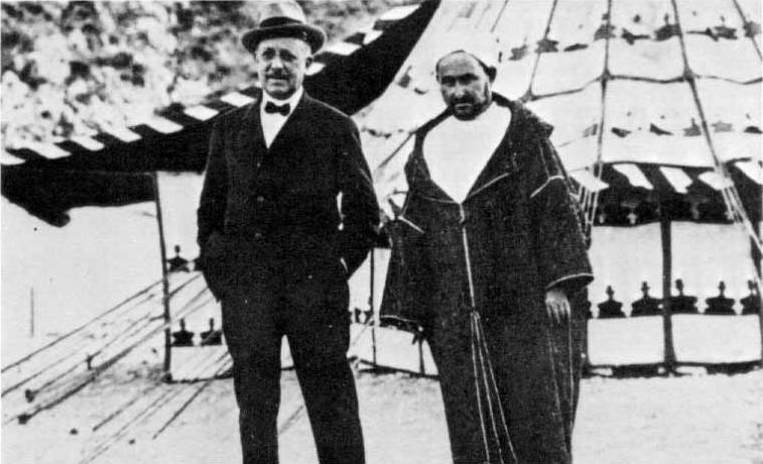
Abd el-Krim Horacio Echevarrieta spanyol diplomatával. Echevarrieta vezette a tárgyalásokat a marokkóiakkal a katasztrofális anwali vereség után.

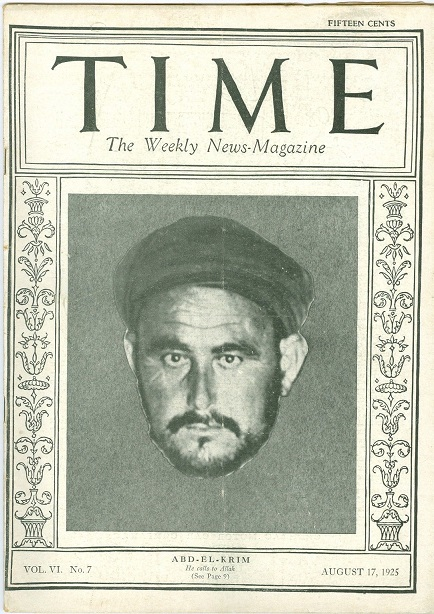
Abd el-Krim a Time magazin címlapján 1925-ben.

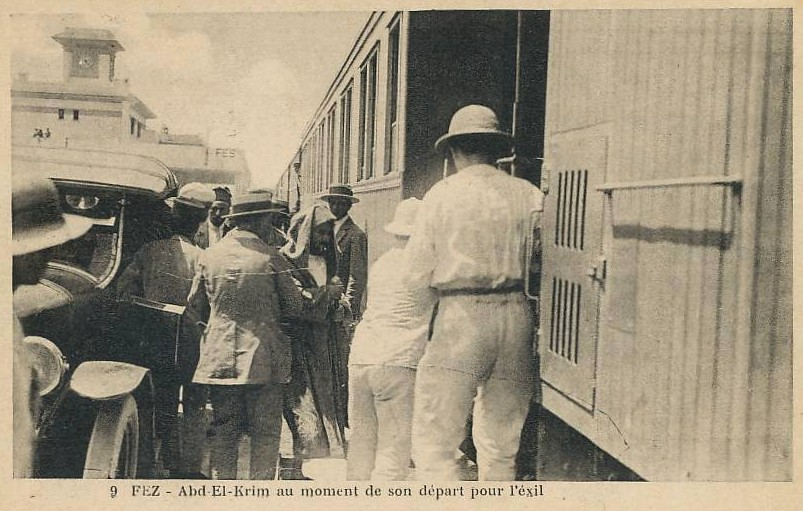
A kapituláció után: Abd el-Krimet vonatra rakják Fezben.

Abd el-Krim teljes nevén Abd el-Karim El-Khattabi (Azsdir, 1882. k. – Kairó, 1963. február 6.) (arabul محمد بن عبد الكريم الخطابي, riff nyelven Muḥend n Ɛabd Krim Lxeṭṭabi vagy Moulay Muḥend) marokkói politikus, az 1920-tól 1926-ig, a francia és spanyol gyarmati hatalom ellen folytatott ún. riff háború vezetője, a rövidéletű Riff Köztársaság alapítója és vezetője. Kiváló stratégaként remekül alkalmazta az észak-marokkói hegyvidéken a gerilla-taktikát, több vereséget is mérve a gyarmati csapatokra, ezzel huzamosabb ideig megtisztította az ország egy részét a gyarmati elnyomástól. Hadviselési módszereit átvették és továbbfejlesztették mások is, mint Ho Si Minh, Mao Ce-tung és Ernesto „Che” Guevara is.

## Élete
Marokkó spanyol fennhatóságú részén született, születésének időpontjáról nincs adat: 1882 vagy 1883 körülire teszik a források. Szülővárosának, Ajdirnak a közelében állt egy spanyol katonai támaszpont, a Peñón de Alhucemas erőd is. Édesapja, id. Abd el-Krim Ajdir kádija (bírója) volt. Családja a Waryaghar nevű berber törzsből származott és az Ajth Juszuf nemzetség tagja volt.
Az iszlám vallási jogrendszerről tanult Fezben, az Al Karaúijín egyetemen. Ezt követően testvérével, Muhamaddal Spanyolországba mentek és Malagában, illetve Madridban mérnöki ismereteket tanultak. Jó képességű tanuló volt, aki folyékonyan beszélt nyelveket: arabul, berberül és spanyolul. Diszkrét személyiségként sokak rokonszenvét elnyerte és megbízható munkatársként tartották számon. Hazakerülve a Telegrama del Rif elnevezésű spanyol gyarmati újságnál dolgozott kilenc éven át (1906-1915). 1907-től már az arab nyelvű El Telegrama del Rif is alkalmazta. Cikkeiben többek között arról írt, hogy a spanyol civilázició és technológia bizonyos elemeinek Marokkóban történő meghonosítása jótékony hatással lehetne a marokkói népre és elősegíthetné annak fejlődését.
Melillában titkárként és tolmácsként alkalmazta a gyarmati ügyek ottani irodája, így betekintést nyerhetett a spanyol katonai bürokrácia és társadalmi élet berkeibe.
Az első világháború során, 1915-ben Melilla kádijának nevezték ki, illetve egy spanyol-arab iskola tanítójaként is dolgozott, miközben tovább szerkesztette az El Telegrama arab nyelvű szekcióját. 1916-ban a spanyol hatóságok letartóztatták, miszerint egy összeesküvésben vett volna részt dr. Walter Zechlin német konzullal. El-Krim két évig ült egy marokkói börtönben, ahonnét 1918-ban sikerült megszöknie. A vádat ejtették, s ő visszatérhetett Melillába, mint kádi. Egyre többször szólalt már fel saját népe érdekében, s összeütközésbe került a Francia Marokkó hatóságaival is.
1919 januárjában visszatért Ajdirba, ahol már kiéleződtek az ellentétek a gyarmattartók és a helyi lakosság között, a Waryaghar törzset pedig a spanyol titkosszolgálat tartotta megfigyelés alatt. Abd el-Krim ekkor szánta el magát a cselekvésre, hogy saját törzse jogaiért harcoljon. Testvérével megszervezte a Waryaghar törzs harcosait, kidolgozták a felkelés programját, amelynek célja előbb a riff törzsek egyesítése, majd pedig Marokkó függetlenségének kiharcolása. Távolabbi tervei között reformintézkedések is szerepeltek.

## Harcok előbb a spanyolok, majd a franciák ellen
1920-ban kitört a felkelés és Abd el-Krim deklarálta a Riff-hegység területének függetlenségét, amelynek fővárosa Ajdir lett. Szórványos összecsapások már az azt megelőző években is voltak a törzsek és a gyarmattartók között. A spanyol csapatok léptek fel kezdeményezőként a háború elején, de azért, hogy az egyik hírhedt haramiavezértől megtisztítsák a környéket. 1921-ben, amikor hadművelet kezdetét vette, Abd el-Krim ultimátumot intézett a spanyol főparancsnokhoz, Manuel Fernández Silvestre tábornokhoz, hogy ne lépje át az Amekkran folyót, mert az abban az esetben háborút jelent. Silvestre tábornok nem vette komolyan a figyelmeztetést, sőt egyszerűen kinevette.
A spanyolok az Abarran hegynél vették fel állásaikat. A 250 katonát egy jelentős túlerőben levő felkelőcsapat támadta meg és több mint felüket megölte. Ezután el-Krim a számbeli fölényben levő spanyol főerők ellen vezette harcosait Anualnál és szinte gyors ütemben elsöpörte őket. A három hétig tartó ádáz küzdelem során nyolcezer spanyol esett el. Silvestre tábornok látva katasztrofális vereségét öngyilkosságot követett el. Abd el-Krim 3000 fős serege további (többnyire rajtaütéssel) kivitelezett támadást intézett a megmaradt, 13 ezer fős spanyol hadsereg ellen, amit egészen Melilláig szorítottak vissza.
A vereség belpolitikai válságot okozott Spanyolországban, ami elvezetett Miguel Primo de Rivera puccsához. Részben a riff felkelők sikere okán rendelték el a katonai diktatúrát az országban, ami viszont nem oldotta meg a problémát, mert Abd el-Krimet nem lehetett azonnal legyőzni.
A sikerek felélesztették a többi berber népcsoport szabadságvágyát, akiknek zöme francia uralom alatt állt. Franciaország felismerte az Abd el-Krim személyében rejlő óriási veszélyt, főleg miután a spanyolok kivonták észak-marokkói gyarmatukról haderejük jelentős részét és csak néhány tengerparti támaszpont volt a kezükben, azok is egymástól elszigetelve (1924).
A Riff Köztársaság harcosai 1925-ben benyomultak a Francia Marokkó területére is. Abd el-Krim itt is győzelmet aratott néhány ütközetben, de a francia mozgósítás sem váratott sokáig magára: Marokkóba küldték a híres Francia Idegenlégiót, továbbá jelentős erősítéseket (több mint 250 ezer főt!). A spanyol hadsereg is hamarosan visszatért 140 ezer katonával. Abd el-Krimnek legfeljebb 80 ezer fős, zömében irreguláris harcosokból álló hadereje volt (megbízható, rendszeresen fegyverben álló elit harcos mindössze 7000), de a felkelők sosem tudtak 20 ezer főnél többet egyszerre bevetni. Számolni kellett a francia-spanyol csapatok sokszorosan jobb utánpótlásával és fegyverzetével. A marokkóiaknak kevés és aránylag szervezetlen gépágyú-, vagy tüzéralakulataik voltak. Bár a jó terepismerettel rendelkező marokkói felkelők a viszonyokhoz képest eredményesen tudtak harcolni a hegyek között, ám a franciák és spanyolok légierővel rendelkeztek és fel tudták deríteni a marokkóiak állásait.

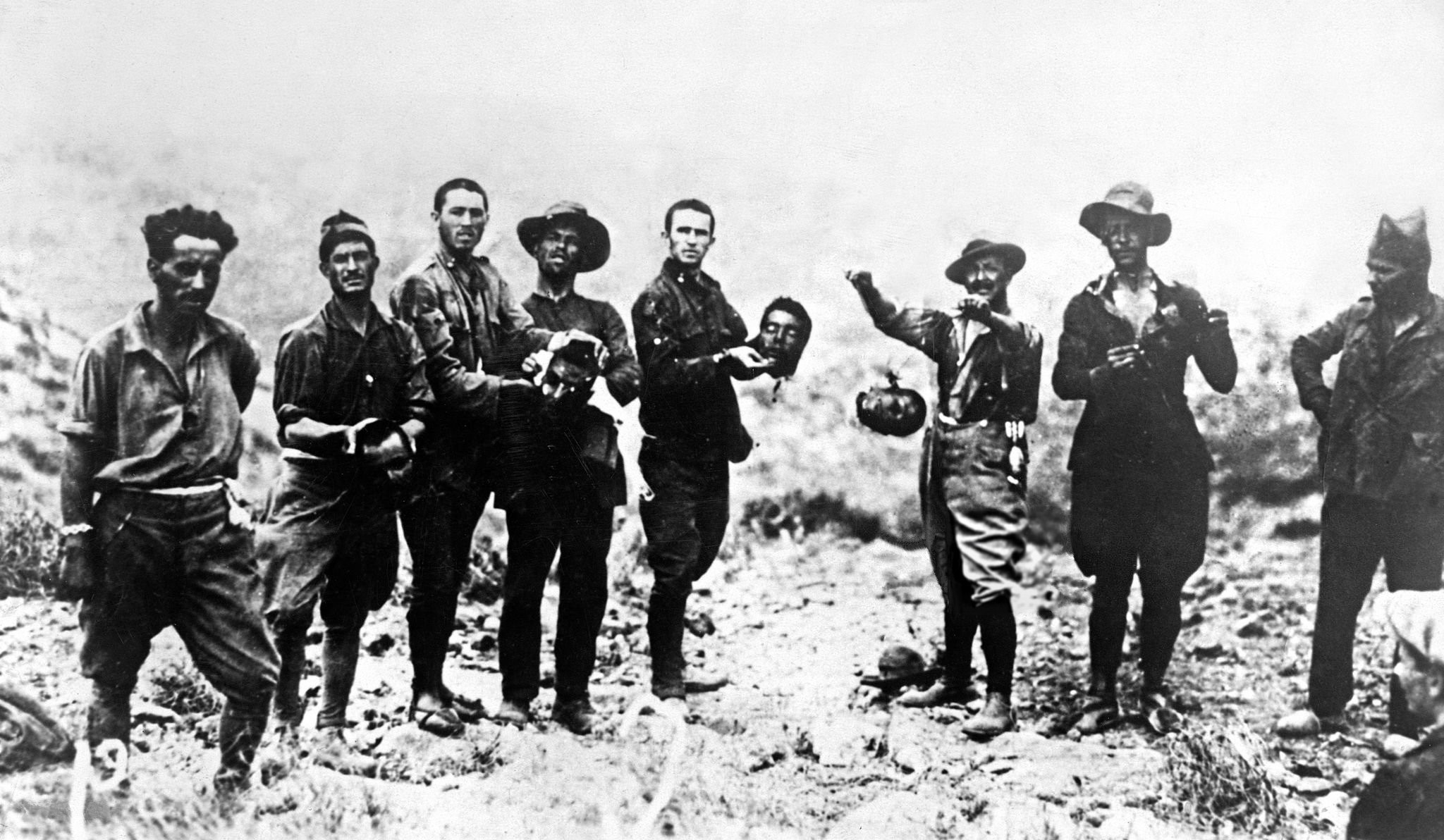
A gyarmatosítók bűntettei: spanyol katonák dicsekednek, miközben marokkói felkelők levágott fejét tartják a kezükben.

A francia erők élére az első világháborút is megjárt Henri Philippe Pétain marsall állt, míg a spanyol főparancsnok Francisco Franco volt. Bár a marokkóiak elszántak voltak és véres harcokat folytattak a gyarmatosítókkal, de a háború végső stádiumában a spanyol hadsereg Németországból származó vegyi fegyvereket kezdett el alkalmazni a civilek ellen. Abd el-Krim belátta ekkor, hogy a harc további folytatása értelmetlen, ezért 1926. május 26-án megadta magát Targuistban a franciáknak.

## További sorsa
Abd el-Krimet a franciák a távoli Réunion szigetére deportálták, ahol 1947-ig élt. A francia hatóságok viszonylag elég nagyvonalúak voltak vele szemben, mert saját birtoka is lehetett a szigeten. Ennek ellenére tovább folytatta küzdelmét hazája függetlensége érdekében és felszólásaiban keményen bírálta a marokkói értékrendet agresszíven elnyomó nyugati trendeket.
1947-ben engedélyezték, hogy Dél-Franciaországba utazhasson gyógykezelésre, ehelyett viszont Egyiptomba ment, ahol menekült státuszt kapott és elnökölhetett a Nyugati Arab Felszabadítási Bizottság ülésén. 1956-ban V. Mohammed marokkói király hazahívta, de el-Krim ezt elutasította, mondván a többi észak-afrikai gyarmatot is szabadon akarja látni a francia uralomtól. Még láthatta többek között Algéria függetlenné válását, nem sokkal azután viszont meghalt.

## A kultúrában
Abd el-Krim néhány, főleg az Idegenlégióval foglalkozó filmben is megjelenik mellékszereplőként. Az 1977-ben, Terence Hill és Gene Hackman főszereplésével készült Menni vagy meghalni c. háborús filmdrámában Ian Holm angol színész alakítja el-Krimet, aki fő céljának tekinti az ország függetlenségének kivívását, ugyanakkor megengedi embereinek, hogy irgalmatlanul leszámoljanak az európaiakkal, noha ő maga sem híve a véres erőszaknak.
A légiós c. 1998-ban forgatott, Jean-Claude Van Damme főszereplésével készült filmben egy tunéziai színész és harcművész, Kamel Krifa játszotta el-Krimet.
Mindegyik filmben jóval hangsúlyosabb a berberek agressziója és kegyetlensége, noha a gyarmatosítók megannyi visszaélést követtek el már a háborút megelőzően Marokkóban, eltiporva az őslakos népek jogait. Történelmi hiteltelensége a filmeknek még, hogy a felkelők frontális támadásokat vezetnek, többek között a légió állásai ellen, ami mindig számbeli hátrányban van, eközben modern fegyverekkel halomra ölik a marokkóiakat.